# Bònavau (Alt Loira)
Bonneval és un municipi francès situat al departament de l'Alt Loira i a la regió d'Alvèrnia-Roine-Alps. L'any 2007 tenia 95 habitants.

## Demografia

### Població
El 2007 la població de fet de Bonneval era de 95 persones. Hi havia 40 famílies de les quals 16 eren unipersonals (8 homes vivint sols i 8 dones vivint soles), 12 parelles sense fills, 8 parelles amb fills i 4 famílies monoparentals amb fills.
La població ha evolucionat segons el següent gràfic:
Habitants censats

### Habitatges
El 2007 hi havia 98 habitatges, 42 eren l'habitatge principal de la família, 51 eren segones residències i 5 estaven desocupats. 91 eren cases i 7 eren apartaments. Dels 42 habitatges principals, 32 estaven ocupats pels seus propietaris, 8 estaven llogats i ocupats pels llogaters i 2 estaven cedits a títol gratuït; 4 tenien dues cambres, 5 en tenien tres, 14 en tenien quatre i 19 en tenien cinc o més. 32 habitatges disposaven pel capbaix d'una plaça de pàrquing. A 18 habitatges hi havia un automòbil i a 14 n'hi havia dos o més.

### Piràmide de població
La piràmide de població per edats i sexe el 2009 era:
| Homes | Edats   | Dones |
| ----- | ------- | ----- |
| 0     | 95 o +  | 0     |
| 0     | 90 a 94 | 4     |
| 0     | 85 a 89 | 0     |
| 0     | 80 a 84 | 0     |
| 4     | 75 a 79 | 12    |
| 8     | 70 a 74 | 0     |
| 0     | 65 a 69 | 4     |
| 4     | 60 a 64 | 0     |
| 8     | 55 a 59 | 4     |
| 0     | 50 a 54 | 8     |
| 4     | 45 a 49 | 4     |
| 4     | 40 a 44 | 0     |
| 8     | 35 a 39 | 4     |
| 4     | 30 a 34 | 0     |
| 4     | 25 a 29 | 0     |
| 4     | 20 a 24 | 4     |
| 0     | 15 a 19 | 12    |
| 8     | 10 a 14 | 0     |
| 0     | 5 a 9   | 4     |
| 0     | 0 a 4   | 4     |

## Economia
El 2007 la població en edat de treballar era de 58 persones, 40 eren actives i 18 eren inactives. De les 40 persones actives 30 estaven ocupades (16 homes i 14 dones) i 10 estaven aturades (4 homes i 6 dones). De les 18 persones inactives 8 estaven jubilades, 4 estaven estudiant i 6 estaven classificades com a «altres inactius».
Activitats econòmiques
L'únic establiment que hi havia el 2007 era d'una empresa d'hostatgeria i restauració.
L'any 2000 a Bonneval hi havia 6 explotacions agrícoles que ocupaven un total de 183 hectàrees.

## Poblacions més properes
El següent diagrama mostra les poblacions més properes.